# Polychrus
Polychrus es un género de lagartos, único representante de la familia Polychrotidae. Estos lagartos se distribuyen por las Antillas, en América Central y Sudamérica. El término "Polychrus" significa "muchos colores".

## Taxonomía

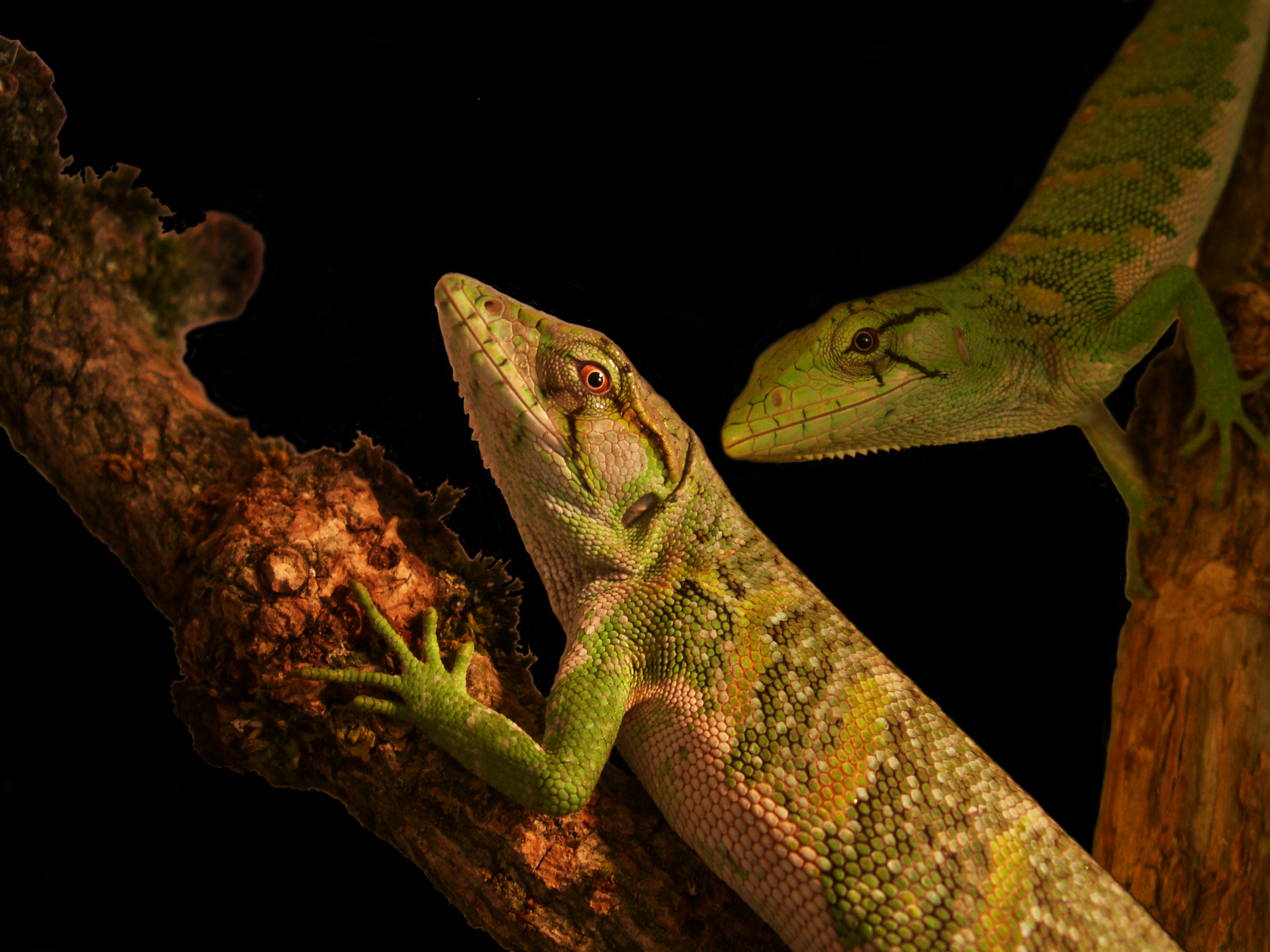
Polychrus marmoratus.

Anteriormente se incluían otros géneros en la familia: Anisolepis, Anolis, Chamaeleolis, Chamaelinorops, Ctenonotus, Dactyloa, Diplolaemus, Enyalius, Leiosaurus, Norops, Phenacosaurus, Pristidactylus, Urostrophus y Xiphosurus.[cita requerida] Tiene descritas siete especies:
- Polychrus acutirostris Spix, 1825
- Polychrus femoralis Werner, 1910
- Polychrus gutturosus Berthold, 1845
- Polychrus jacquelinae Koch, Venegas, Garcia-Bravo & Böhme, 2011
- Polychrus liogaster Boulenger, 1908
- Polychrus marmoratus Linnaeus, 1758
- Polychrus peruvianus Noble, 1924